# برانکو میلوانوویچ
برانکو میلوانوویچ (انگلیسی: Branko Milovanović؛ زادهٔ ۱۳ ژانویهٔ ۱۹۷۳) بازیکن سابق فوتبال اهل صربستان است که در پست هافبک تهاجمی بازی می‌کرد.